# Pella hlavaci
Pella hlavaci  (лат.) — вид мирмекофильных жуков-стафилинид рода Pella из трибы Lomechusini (подсемейство Aleocharinae).

## Распространение
Китай, Beijing Shi (Xiaolongmen).

## Описание
Длина вытянутого тела 5,5 — 5,7 мм (бока субпараллельные), длина головы 0,76 — 0,78 мм, ширина головы 0,84 — 0,85 мм. Основная окраска коричневая и частично красно-коричневая (усики, ротовые органы, ноги и часть надкрылий и брюшных сегментов). Усики 11-члениковые. Голова фронтально округлая, с затылочным швом, без шеи. Длина глаз составляет 0,32 — 0,33 от ширины головы. Переднеспинка и надкрылья покрыты щетинками. Задние крылья развиты. Формула лапок (число члеников в передних, средних и задних ногах): 4—5—5. Лигула без щетинок, но с сенсиллами. Характерны мирмекофильные связи с муравьями, падальщики и хищники. Обнаружены в муравейниках Lasius fuji из подрода Dendrolasius. Вид был впервые описан в 2006 году японским колеоптерологом М. Мураямой (Munetoshi Maruyama; Department of Zoology, National Science Museum, Токио, Япония). Видовое название дано в честь словацкого энтомолога Петра Главача (Mr. Peter Hlavac, Кошице, Словакия).